# USS Saint Paul (CA-73)
Pour les autres navires du même nom, voir USS Saint Paul.
L'USS Saint Paul (CA-73) est un croiseur lourd de classe Baltimore entré en service dans l'US Navy à la fin de la Seconde Guerre mondiale. Il est lancé en 1945 et incorporé à la Task Force 38, participant activement aux bombardements navals alliés sur le Japon. Il participe ensuite à la guerre de Corée, avant de participer au film Première Victoire avec John Wayne, étant le dernier croiseur lourd de la Seconde Guerre mondiale encore en service n'ayant pas été modernisé en croiseur lance-missiles. Vieillissant, il est retiré du service en 1970, il est démoli en 1980.